# Laguna de Somolinos
La laguna de Somolinos es una laguna de montaña situada en el término municipal de Somolinos (Guadalajara, España) dentro del cauce del río del Manadero, en la falda sur de la sierra de Pela. En su entorno se extiende el monumento natural Sierra de Pela y laguna de Somolinos.
La laguna de Somolinos se sitúa al pie de la sierra de Pela, cuya ladera sur presenta un paisaje caracterizado por pastos de montaña y matorral de ernáceas, con una cuenca visual muy amplia. La laguna supone un enclave de gran variedad cromática y alto valor paisajístico, en el entorno de mayor aridez que presentan las laderas que cierran el valle del Manadero.
Sustenta una gran diversidad florística y faunística al ofrecer refugio a avifauna, reptiles, anfibios, ictiofauna y mamíferos, así como flora acuática y marginal.

## Hidrología
La laguna de Somolinos tiene su origen en el represamiento de las aguas del río del Manadero por un dique de travertinos. Es de carácter exorreico, recibiendo sus aportes hídricos principalmente del río, y en menor medida por surgencias y a partir del agua de precipitación recogida en la microcuenca de la laguna. En los años muy lluviosos se produce la inundación somera de zonas opcupadas por vegetación marginal en la franja perilagunar, pudiendo permanecer estos terrenos encharcados durante varios meses.
La superficie inundable ordinaria que constituye el vaso lagunar es de 3,8 has. La altura de la lámina de agua en la zona más profunda puede superar los siete metros.

## Limnología
La laguna de Somolinos es de origen cárstico, de aguas dulces, situada en el fondo de un valle por cerramiento travertínico. Se trata de un sistema lacustre frágil y singular por su génesis, que lo convierte en un tipo de lago muy poco frecuente a nivel europeo.
Se trata de una laguna oligosalina de aguas de tipo bicarbonato cálcico magnésico y, en cuanto al estado trófico, se caracteriza por ser una laguna oligotrófica de alta transparencia, con muy bajas concentraciones de fósforo y algo mayores de nitrato, con forma dominante de nitrógeno inorgánico. Las comunidades plactónicas fotosintéticas presentan bajo crecimiento con concentraciones bajas de clorofila.
Aunque la calidad de las aguas es muy alta, se aprecia una contaminación difusa, de baja intensidad conducida por el río, principalmente por carga de nitrato.
La comunidad bentónica es rica y diversa, confluyendo en ella taxones de afinidad lótica, léntica y fontinal. Destacan dos especies de moluscos consideradas muy raras en España: el bivalvo Sphaerium comeum y el hidróbido Pseudoamnicola falkaeri. Otras especies de interés de cara a su protección son varias especies de bivalvos, gasterópodos, tricópteros, neurópteros, efemerópteros, plecópteros, coleópteros y turbelarios.
Asimismo, la comunidad zooplactónica es muy diversa, destacando algunas especies poco frecuentes a niveles ibérico y europeo como Acroperus neglectus y Pleuroxus truncatus entre los cladóceros, y Eucilops macruroides entre los copépodos. El fitoplácton es escaso y diverso, con especies de las familias de las criptofíceas, dinofíceas, bacilariofíceas y clorofíceas.

## Vegetación

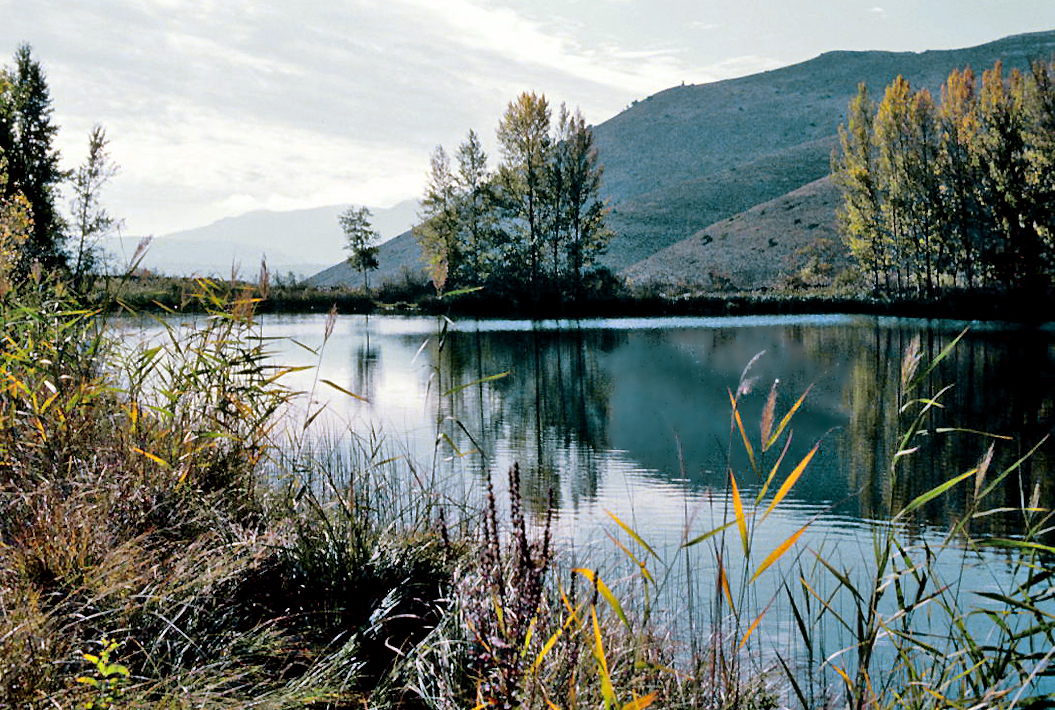
Laguna de Somolinos en 1982

La vegetación acuática de la laguna de Somolinos está constituida por formaciones compactas de Magnocharetum hispidae, que forman tapices en el fondo y en las paredes de la cubeta, y Groenlandia densa.
Como especies singulares en la flora acuática destacan Sparganium emersum y Zannichellia contorta. Otras especies de flora acuática que se encuentran en la laguna son Chara vulgaris, Lemna minor y Ranunculus peltatus. 
La vegetación marginal está integrada, en la orilla de la laguna, por carrizos y juncos, propios de suelos encharcados que pueden sufrir al final del verano una cierta desecación, y por Cladium mariscus. Hacia el exterior de la laguna estas formaciones son substituidas por macollas de cárices.
Hacia las zonas menos inundadas se reconocen praderas dominadas por el junco de laguna, que entran en contacto con las praderas de Juncus inflexus. En la zona norte de la laguna, por donde vierte el río del Manadero, aparecen reducidas extensiones de prados de siega basófilos. En las márgenes de los arroyos que llegan hasta la laguna aparecen sauces rodeados por zarzales. En algunas zonas esta vegetación marginal ha sido substituida por plantaciones de chopos.

## Fauna
La avifauna de la laguna de Somolinos es bastante simple, formada básicamente por el zampullín chico, la polla de agua el ánade real, la focha, la garza real y el avefría. 
Dentro de las aves no acuáticas destacan las rapaces con una colonia de nidificación de buitre leonado. Otras repaces amenazadas que crían en los alrededores, utilizan la zona como cazadero habitual, generalmente el águila real, el águila culebrera, el alcotán, el alimoche, el milano real, el halcón peregrino y el búho real. Otras especies de interés son la chova piquirroja, la ganga ortega, la tórtola común, el chotacabras gris, el roquero rojo, el aguilucho cenizo, la alondra de Dupont y el mirlo capiblanco. También se ha registrado la presencia en época reproductora del alcaudón dorsirrojo. Otras aves presentes son la perdiz roja y otras aves cinegéticas de paso.
En la comunidad de anfibios destaca la presencia de la salamandra común, el tritón jaspeado, el sapo partero común y la ranita de San Antonio. En cuanto a los reptiles destaca la presencia del galápago europeo, el eslizón tridáctilo, la culebrilla ciega, la culebra lisa europea, la víbora hocicuda, el lagarto verdinegro y el lución.
En cuanto a la comunidad de mamíferos destacan la nutria, el tejón, el gato montés, la garduña, la comadreja, el topo ibérico, la rata de agua, el conejo, la liebre, el zorro, el corzo y el jabalí, así como la comunidad de quirópteros que utiliza este territorio como zona de alimentación.
Entre la ictiofauna destacan las poblaciones de bermejuela y de trucha autóctona.

## Geología
La ladera de la Cocinilla, junto a la laguna, está propuesta como «Global Geosite» (Lugar de interés geológico español de relevancia internacional) por el Instituto Geológico y Minero de España por su interés estratigráfico, con la denominación «MZ006: Laguna de Somolinos» dentro del grupo de contextos geológicos «El rifting de Pangea y las sucesiones mesozoicas de las cordilleras Bética e Ibérica».